# Boock (Meklemburgia-Pomorze Przednie)
Boock (pol. hist. Buk) – gmina w północno-wschodnich Niemczech, wchodząca w skład Związku Gmin Löcknitz-Penkun w powiecie Vorpommern-Greifswald, w kraju związkowym Meklemburgia-Pomorze Przednie, na historycznym Pomorzu, w pobliżu granicy z Polską.
Według danych ze spisu z 2022 Polacy stanowią 14,2% mieszkańców gminy.